# Miloš Paravinja
Miloš Paravinja (Pola, 19 marzo 1979) è un ex cestista sloveno.

## Palmarès
- Coppa di Slovenia: 4

Union Olimpija: 1998, 1999, 2000, 2001